# Kia KM420
Kia KM420 (K131) — грузопассажирский автомобиль повышенной проходимости (внедорожник), выпускаемый южнокорейской корпорацией Kia Motors с 1997 года.

## Описание
Автомобиль Kia KM420 производится на заводах Asia Motors и Kia Motors с 1997 года. В 1998—2003 годах на шасси Kia KM420 также производился гражданский автомобиль Kia Retona. Грузоподъёмность автомобиля — 0,25 тонн. Существует также масштабная модель, производимая заводом Oxford Toy. Кроме Южной Кореи, автомобиль также эксплуатируется в армиях Бангладеш, Камбоджи, Перу и Индонезии. Вместимость автомобиля — 5 пассажиров.

## Двигатели
Автомобиль Kia KM420 оснащается двигателями внутреннего сгорания FE-DOHC (бензиновый) и RF-TCI (дизельный)

## Модификации
- Kia KM421 — боевая разведывательная машина.
- Kia KM422/KM423 — автомобиль с ПТРК.
- Kia KM424 — автомобиль с пулемётом длиной 106 мм.
- Kia KM426 — автомобиль с гранатомётом длиной 40 мм.